# Follonica Hockey 2022-2023
Questa voce raccoglie le informazioni riguardanti il Follonica Hockey nelle competizioni ufficiali della stagione 2022-2023.

## Maglie e sponsor
Lo sponsor ufficiale per la stagione 2022-2023 è Galileo.
| 1ª divisa | 2ª divisa |

## Organigramma societario
- Presidente: Idia Petrini
- Vicepresidente:
- Consiglieri:
- Direttore sportivo:
- Segretaria:
- Addetto stampa:

## Organico

### Giocatori
| N° | Naz.                 | Ruolo | Sportivo            |  |  |  |
| -- | -------------------- | ----- | ------------------- |  |  |  |
| 3  | Italia (bandiera)    | A     | Luca Esposto        |  |  |  |
| 5  | Italia (bandiera)    | D     | Davide Banini       |  |  |  |
| 7  | Italia (bandiera)    | D     | Federico Pagnini    |  |  |  |
| 9  | Italia (bandiera)    | A     | Marco Pagnini       |  |  |  |
| 14 | Italia (bandiera)    | P     | Giovanni Menichetti |  |  |  |
| 15 | Italia (bandiera)    | D     | Francesco Banini    |  |  |  |
| 17 | Argentina (bandiera) | D     | Fernando Montigel   |  |  |  |
| 29 | Italia (bandiera)    | P     | Leonardo Barozzi    |  |  |  |
| 57 | Italia (bandiera)    | A     | Oscar Bonarelli     |  |  |  |

### Staff tecnico
- Allenatore:  Sérgio Silva